# Lancha torpedera Vosper
Las  Lanchas torpederas Vosper  fueron genéricamente varias clases de lanchas torpederas de la Real Marina Británica fabricadas por los astilleros Vosper Ltd. siendo utilizadas entre los años 1935 hasta 1972, siendo la Clase Brave la última de tipo convencional que operó en las fuerzas costeras (Coastal Comand) del Reino Unido.

## Historia
La historia de las lanchas rápidas británicas comienza cuando la Real Marina Británica solicitó a los astilleros John I. Thornycroft & Company el desarrollo de una embarcación rápida con fines militares derivada de la lancha rápida con motor de gasolina de uso civil Miranda IV diseñada y construida en 1910 en colaboración con los astilleros Maynard.
Thornycroft presentó en 1915 al Almirantazgo varios diseños, siendo aceptado el prototipo CMB (Coastal Motor Boat). Era una lancha capaz de desarrollar unos 30 n y portaba un solo tubo lanzatorpedos de 18 pulgadas. Solo se fabricaron 12 unidades, siendo entregada la última en agosto de 1916; operaron fundamentalmente en el Canal Inglés en algunas operaciones contra bases alemanas en el Mar del Norte y algunas acciones en el Báltico contra buques bolcheviques.

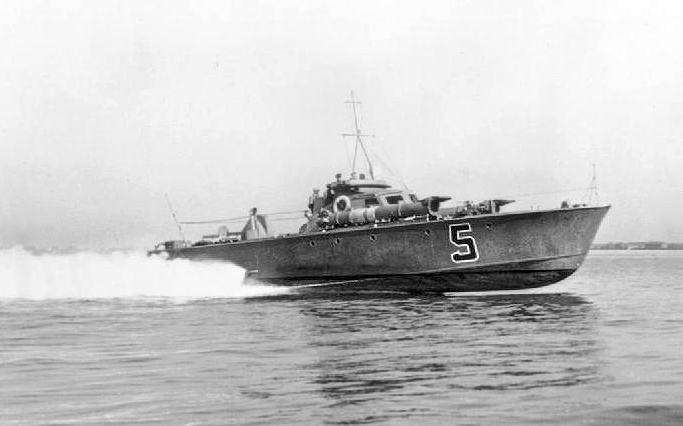
Una lancha MTB (1939-1945)

Terminada la Gran Guerra, el desarrollo de estas unidades se estancó cayendo casi en el olvido. Sin embargo, durante la segunda guerra ítalo-etíope en 1935, la Regia Marina presentó avanzadas unidades torpederas con respecto a las que poseían las potencias navales de la época, Inglaterra y Alemania, suscitando a estas a ponerse rápidamente al día en esa área de la ingeniería naval.
La Real Marina Británica volvió a solicitar, esta vez a la firma Vosper & Company radicada en Portsmouth el desarrollo de una nueva lancha rápida torpedera con dos tubos lanzatorpedos; esta compañía presentó el prototipo MTB, una lancha rápida de 21 m de eslora y 43 n de velocidad de las cuales se construyeron unas 40 unidades y operaron en el Mar del Norte y en el Canal de la Mancha. Estas lanchas, aunque no estuvieron a la par de sus oponentes alemanas, las Schnellboot realizaron un buen desempeño (Véase: Operación Cerberus) en labores de patrullaje.
Finalizado el conflicto, Vosper siguió desarrollando varios tipos de MT Boats, la Vosper tipo I y II, y la RCN MTB Boats
(exclusivas para la marina canadiense).

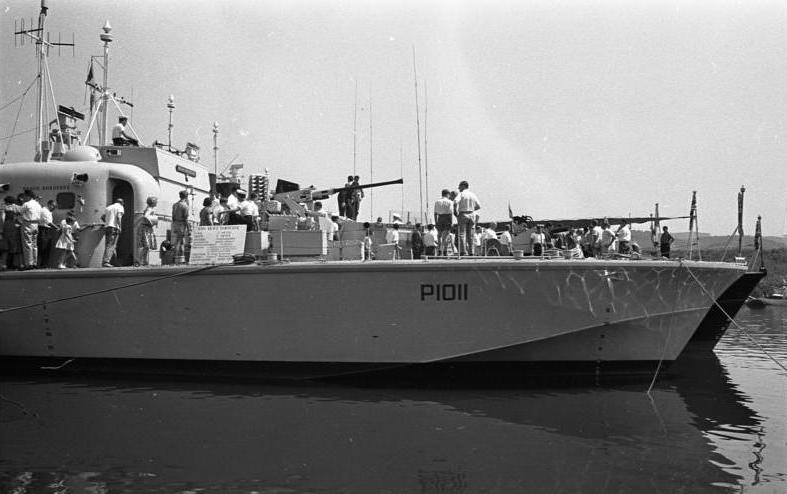
Una lancha clase Brave

En 1954-1958, Vosper Ltd. desarrolló la clase Brave con solo dos unidades, de 30 m de eslora, 50 n de velocidad y propulsadas por poderosas turbinas a gas, estas dos unidades causaron una gran impresión por su diseño y potencia y fueron la base para la siguiente clase.
En 1959, Vosper lanzó la clase Perkasa, estas eran unas lanchas de 30 m de eslora con dos o cuatro tubos lanzatorpedos de 530 mm y armadas con cañones Bofors 40 mm y Oerlikon 20 mm en montaje doble. La propulsión con turbinas a gas que impulsaban tres motores Rolls-Royce Proteus de 4250 hp y una velocidad entre 54 y 60 nudos; poseían doble puente, uno cerrado y otro abierto y estaba tripulada por 24 hombres. Estas lanchas causaron una excelente impresión por sus líneas modernas, potencia y armamento en su momento, siendo solicitadas por otras marinas.
En efecto, las lanchas clase Perkasa formaron parte además de las marinas de Suecia, Alemania, Malasia y Estados Unidos y también se les llegó a conocer erróneamente como Clase Brave o Ferocity a pesar de esa clase predecesora solo se construyeron dos unidades.

Estaban construidas con casco de aluminio, una quilla muy hidrodinámica y propulsadas con 3 hélices.
Estas lanchas con armamento convencional operaron en Inglaterra, Canadá, Suecia y Estados Unidos hasta 1972.